# 塞浦路斯侏儒河馬
塞浦路斯侏儒河馬（Hippopotamus minor）是已滅絕的河馬，在全新世早期前生存在塞浦路斯。其种加词“minor”意为“较小的”。
塞浦路斯侏儒河馬重約200公斤，與現存的倭河馬差不多大小。但是牠們縮小的原因相信是島嶼侏儒化，因細小的環境而限制了基因的發展。估計牠們高約76厘米及長121厘米。
塞浦路斯侏儒河馬於11000-9000年前期間滅絕，於當時是塞浦路斯上最大型的動物。牠們是草食性的，並沒有天敵存在。
在塞浦路斯的發掘位點提供了證據，顯示塞浦路斯侏儒河馬可能是因在塞浦路斯的早期人類而滅絕的。